# Guraleus lallemantianus
Guraleus lallemantianus é uma espécie de gastrópode do gênero Guraleus, pertencente a família Mangeliidae.